# 櫛引弓人
櫛引 弓人（くしびき ゆみんど / ゆみと、安政6年（1859年） - 大正13年（1924年）7月26日）は、明治から大正にかけて主に日本・アメリカで活動した興行師。青森県三戸郡五戸町出身。博覧会における各種興行を取り扱う「ランカイ屋」と呼ばれる興行師の一人で「博覧会キング」と呼ばれた。

## 経歴
1859年（安政6年）、陸奥国五戸村（現・青森県五戸町）に生まれる。若い時に上京して慶應義塾の門下生となったが、相場で失敗して大きな損失を被った。1885年（明治18年）に無一文で渡米すると、機知と天才的なハッタリを武器に興行師としての道を歩み始めた。

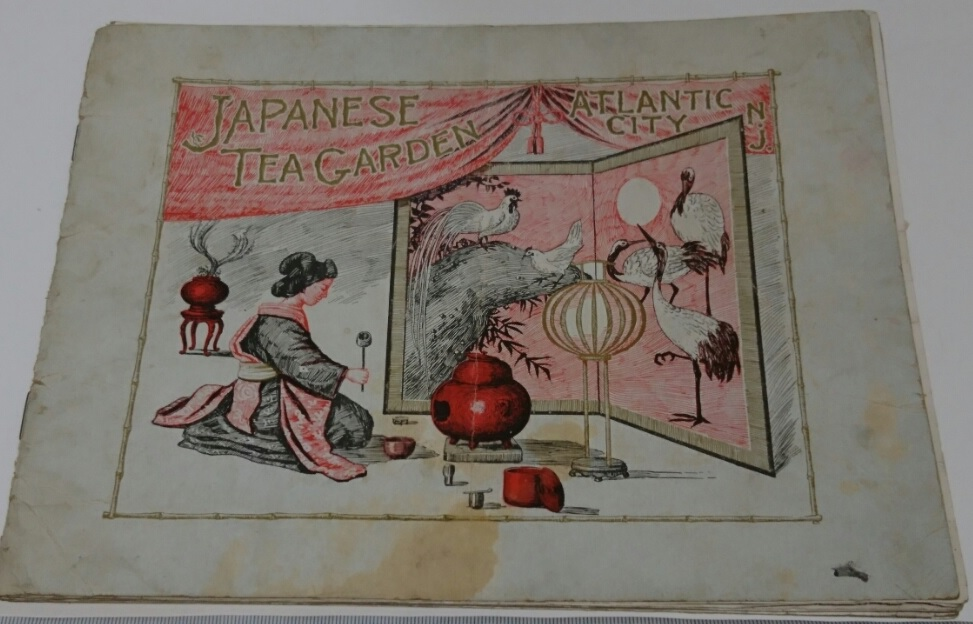
櫛引が経営していた日本庭園の写真集 "Japanese Tea Garden Atlantic City N.J." の表紙絵（1898年出版）

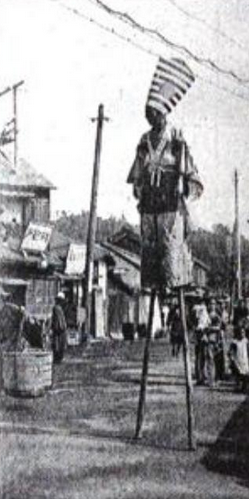
アラスカ・ユーコン太平洋博覧会に参加した日本の東西屋 1909年

1893年（明治26年）のシカゴ万国博覧会では会場に日本庭園を造り、そこで行った日本人女性による喫茶のサービスが話題となる。1896年（明治29年）にはニュージャージー州アトランティックシティで浜辺の6エーカーの空き地を借り受けて、日本茶業組合の後援により大規模な日本庭園を造成した。この庭園には日本から丹頂鶴、京都の寺鐘、石灯籠、2万個に及ぶ岐阜提灯などを取り寄せて彩らせた。庭園の入り口には日光の陽明門を模倣した門を設置し、園内には岡崎の八ツ橋、亀戸天神社の太鼓橋、銀閣寺、胎内くぐりなどの日本各地の風情を取り入れた。園内の茶店では20名の日本女性にお茶を振る舞わせた。この庭園は1900年（明治33年）に閉園となったが、マジソンスクエアガーデン屋上の日本庭園築造に一部の庭園資材が再利用されている。また、球戯場を造成して資金を作り、興行師としての基礎を固めた。
1897年（明治30年）に映写機（ヴァイタスコープ）と映写技師を連れて日本に戻り、東京で初の映画の上映会を開く。1899年（明治32年）には光勢耕作らと共に川上音二郎一座をアメリカへ招聘し、サンフランシスコでの公演を取り仕切って日本劇を紹介したが、事業的には失敗し一座の生活は立ち行かなくなり、このことで櫛引は悪評を買った。1901年（明治34年）にはロサンゼルスの海岸に、イタリアのヴェネチアの都市景観を再現した娯楽場を設置した。シカゴ万国博覧会から1901年のパン・アメリカン博覧会までの全てのアメリカで開催された博覧会で、「フェアー・ジャパン」と名付けた日本の娯楽を催し好評を博した。櫛引は1901年、パン・アメリカン博覧会の会期終盤にニューヨーク州バッファロー市内で路面電車の事故に遭遇して右足を失っている。その後も同年末から開催されたチャールストン博覧会においてパン・アメリカン博覧会と同様の展示を行った。
1904年（明治37年）に開催されたセントルイス万国博覧会では日本政府と悶着を起こした。万博では参加要請を受けた日本政府により出展・造成・営業などが管理され、櫛引も政府の許可を受けて営業した。日本政府は日本庭園内に金閣寺を模した喫茶店及び台湾館でお茶を日本人女性に給仕させた。一方、櫛引は「日本村」の劇場で踊りや芝居、日本茶店での接客として芸者を使用した。櫛引は芸者の営業権を妨害していると主張して、日本政府の喫茶店と台湾館で給仕している日本人女性全員を辞めさせるように求めたが、博覧会会社は櫛引の主張を認めなかった。櫛引が運営した日本村は「土蜘蛛」を翻訳付きで上演し、好評となった。一方で都踊りは不評を買ってしまい、営業中止を巡るいざこざが発生し、芸者16名が日本への帰国を拒否する事件まで発生した。
その後は1909年（明治42年）にシアトルで開催されたアラスカ・ユーコン太平洋博覧会でも辣腕をふるい、1910年（明治43年）の日英博覧会では在米邦人が出資して作った「ジャパン・ビューティフル」の総支配人を務め、大きな富士山のジオラマの前に高さ約30メートルの鎌倉大仏を作り、色鮮やかな投光と組み合わせて見せた。1915年（大正4年）のサンフランシスコで開催されたパナマ・太平洋博覧会では、日本の興行の総べてを取り仕切り、盛況を博して「博覧会キング」の呼称を確立した。
同1915年に帰国してからは、日本で初となる飛行機を輸入するとともに、チャールズ・ナイルズ、翌1916年にはアート・スミスと女性飛行士キャサリン・スティンソンを連れて日本に戻り、日本各地でアクロバティック飛行の興行を打った。このうち東京・青山練兵場で行われた曲芸飛行の見物客には、櫛引の生まれた五戸に縁が深く、のちにYS-11を設計する木村秀政（当時小学5年）がおり、この時に航空機の道を志したと自身の著書に記している。1919年（大正8年）には支援していたウィリアム・ゴーハムから三輪車クシ・カー（ゴルハム式自動三輪車）が寄贈され、この記事が時事新報にも掲載されるなどして注目された。
1921年（大正10年）、櫛引は東京に設立された「ホワイト・シティー株式会社」の発起人に名を連ねる。設立趣意書によると、ニューヨークなど西欧の諸都市の事例を参考にして、東京近郊の神奈川県川崎市の多摩川下流に、野球場を中心とした遊園地やキッズランド、コンベンションホールなどを併せた近代的な大型リゾート施設を構想していたとみられる。計画には、当時の京浜電気鉄道が賛同していた。
1924年（大正13年）7月26日に東京府南葛飾郡奥戸村の鎌倉で死去した。

### 註釈
1. ↑  ハワイの日系日刊新聞である「やまと新聞」の1899年5月13日の記事では、櫛引について以下の様に紹介している。「アトランタ・シチーに於いて広大な喫茶園を開き、傍ら日本植木の販売を営みつつある」 この為か、日本庭園を開いた場所をジョージア州のアトランタとする記載もみられる[2][5]。
2. ↑  当時、米国に滞在していた片山潜はセントルイス万博を訪れた。片山は日本村について以下の様に評している。「日本村はさんざんの有様で過日一同ストライキをし、白人の株主に反抗し以来ゴタゴタが絶えない。昨日も芸者は興業を止めて村内索漠の有様であった。元来日本村は日本人をダシに使って米国資本家が金を儲ける場所にてその有様は驚くべきこと事ばかりだ」[15]。